# Semono
Semono is een bestuurslaag in het regentschap Purworejo van de provincie Midden-Java, Indonesië. Semono telt 1178 inwoners (volkstelling 2010).